# Cyrus Frisch
Cyrus Frisch (Amsterdam, 22 settembre 1969) è un regista olandese avant-garde.
Cyrus Frisch si è laureato nella Dutch Film and Television Academy nel 1992. Lavora come regista e sceneggiatore per il cinema e il teatro. Le sue opere sono sempre accolte in modo controverso e la critica lo definisce un provocatore. 
Waarom heeft niemand mij verteld dat het zo erg zou worden in Afghanistan è il primo lungometraggio realizzato con un videofonino presentato in un grande festival (IFFR, Tribeca, SFIFF).
La storia, raccontata in prima persona, mostra la disperazione, l'ansietà di un soldato olandese veterano della guerra in Afghanistan che non può levarsi di dosso i suoi fantasmi.